# Chelsea
Chelsea é um distrito no burgo de Kensington e Chelsea, no Oeste de Londres, na região de Londres, na Inglaterra. Localiza-se às margens do Rio Tâmisa. O bairro é muito conhecido por ser um dos mais ricos de Londres.

## História

### Início
A palavra Chelsea (também anteriormente Chelceth, Chelchith ou Chelsey) origina-se do termo do inglês antigo para "local de pouso no rio para giz ou calcário" (Cealc-hyð: giz - cais, em anglo-saxão) Chelsea sediou os Concílios de Chelsea no ano de 787. O primeiro registro da Mansão de Chelsea precede o Domesday Book e registra o fato de que Thurstan, governador do Palácio do Rei durante o reinado de Eduardo, o Confessor (1042–1066), deu o terreno ao Abade e ao Convento de Westminster. O abade Gervace posteriormente atribuiu o feudo à sua mãe, que passou para propriedade privada. Em 1086, o Domesday Book registra que Chelsea estava na centena de Ossulstone em Middlesex, com Eduardo de Salisbury como inquilino-chefe.
O rei Henrique VIII adquiriu o solar de Chelsea de Lord Sandys em 1536; A Chelsea Manor Street ainda existe. Duas das esposas do rei Henrique, Catarina Parr e Ana de Cleves, viviam na mansão; A princesa Isabel — a futura rainha Elizabeth I — residia lá; e Thomas More morava mais ou menos ao lado, em Beaufort House. Em 1609, Jaime I fundou uma faculdade de teologia, "King James's College em Chelsey", no local do futuro Royal Hospital Chelsea, fundado por Carlos II em 1682.
Em 1694, Chelsea — sempre um local popular para os ricos e outrora descrito como "uma vila de palácios" — tinha uma população de 3.000. Mesmo assim, Chelsea permaneceu rural e serviu a Londres a leste como uma horta comercial, um comércio que continuou até o boom de desenvolvimento do século XIX, que causou a absorção final do distrito na metrópole. O cruzamento da rua conhecido como Little Chelsea, Park Walk, ligava de Fulham Road à King's Road e continuava até o Rio Tâmisa e a balsa local pela Lover's Lane, rebatizada de "Milmans Street" no século XVIII.
King's Road, em homenagem a Carlos II, lembra a estrada particular do rei do Palácio de St. James a Fulham, que foi mantida até o reinado de Jorge IV. Um dos edifícios mais importantes em King's Road, o antigo Chelsea Town Hall, popularmente conhecido como "Chelsea Old Town hall" — um belo edifício neoclássico - contém afrescos importantes. Parte do edifício contém a Biblioteca Pública de Chelsea. Quase em frente fica o antigo Cinema Odeon, agora Habitat, com sua fachada icônica que carrega no alto um grande medalhão esculpido do agora quase esquecido William Friese-Greene, que alegou ter inventado o filme e as câmeras de celuloide na década de 1880 antes de quaisquer patentes subsequentes.
Os memoriais no cemitério da Igreja Velha de Chelsea, perto do rio, ilustram muito da história de Chelsea. Estes incluem Lord e Lady Dacre (1594/1595); Lady Jane Cheyne (1698); Francis Thomas, "diretor da manufatura de porcelana de porcelana"; Sir Hans Sloane (1753); Thomas Shadwell, Laureate (1692). O túmulo planejado por Sir Thomas More, erguido para ele e suas esposas, também pode ser encontrado lá, embora More não esteja de fato enterrado aqui.

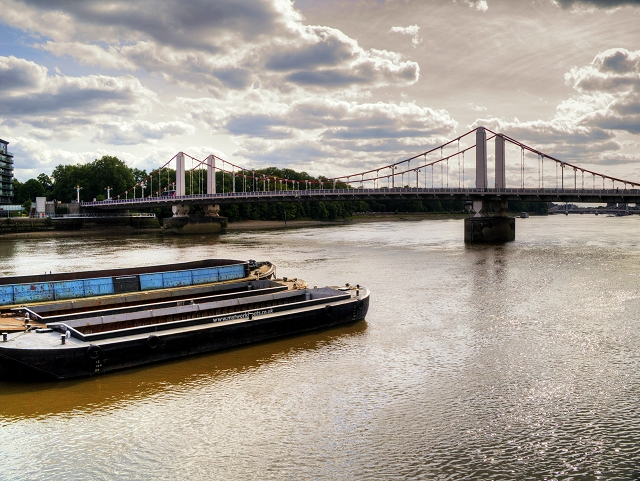
Ponte de Chelsea em maio de 2015

Em 1718, a Raw Silk Company foi fundada no Chelsea Park, com amoreiras e uma estufa para a criação de bichos-da-seda. No auge em 1723, forneceu seda para Carolina de Ansbach, então princesa de Gales. 
Chelsea já teve a reputação de fabricar pães, feitos de uma longa tira de massa doce bem enrolada, com groselhas presas entre as camadas e coberto com açúcar. A Chelsea Bun House os vendeu durante o  e foi patrocinada pela realeza georgiana. Na Páscoa, grandes multidões se reuniam nos espaços abertos dos Cinco Campos — posteriormente desenvolvidos como Belgravia. A Bun House faria então um grande comércio de pães hot cross e vendeu cerca de um quarto de milhão em sua última sexta-feira Santa em 1839.

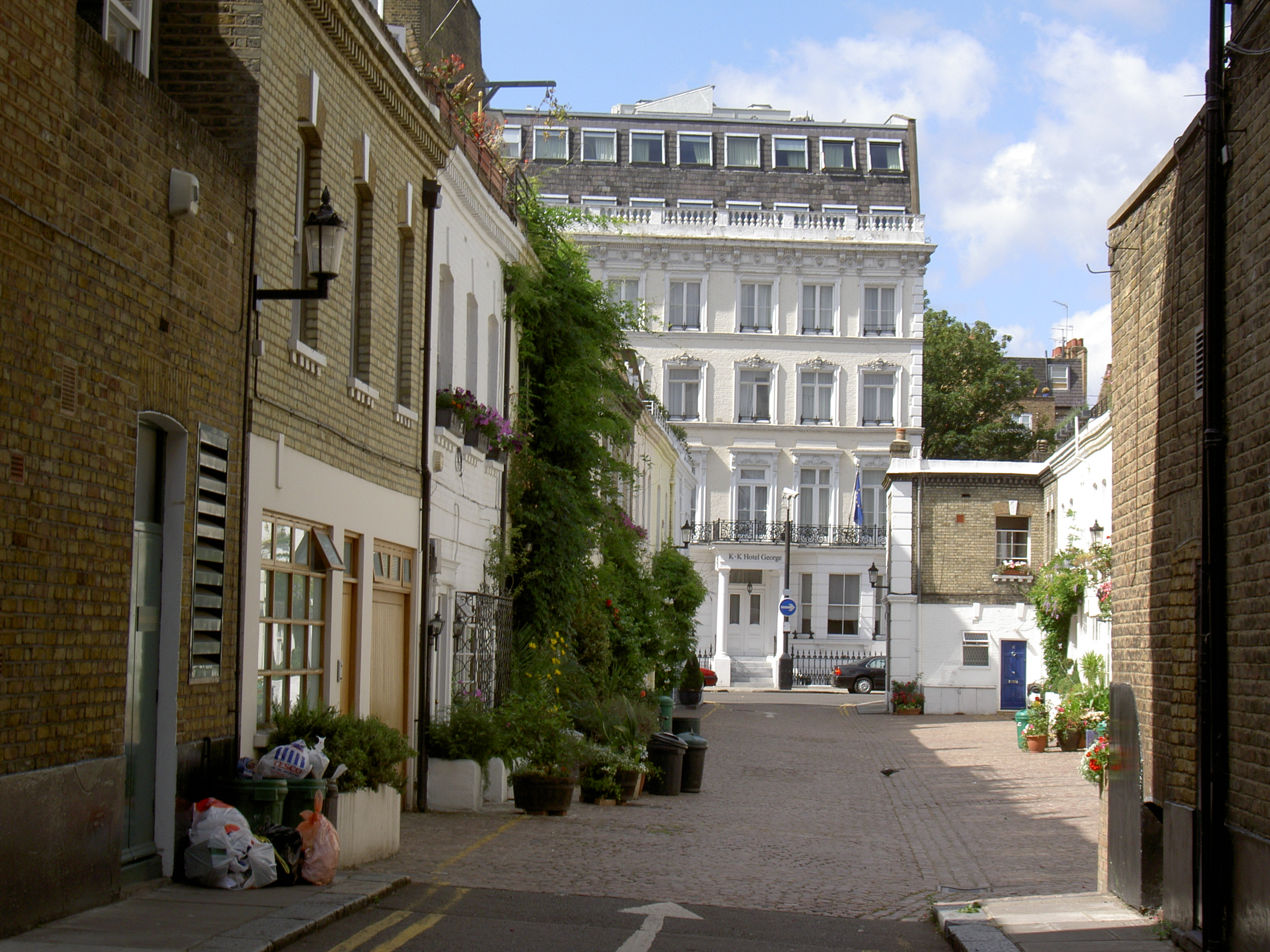
Rua típica de Kensington e Chelsea

A área também era famosa por seus produtos "Chelsea China", embora as obras, a fábrica de porcelana de Chelsea — considerada a primeira oficina a fazer porcelana na Inglaterra — tenham sido vendidas em 1769, e transferidas para Derby. Exemplos do produto Chelsea original buscam valores elevados.
O edifício mais conhecido é o Chelsea Royal Hospital para velhos soldados, fundado por Carlos II (supostamente por sugestão de Nell Gwynne) e inaugurado em 1694. O edifício de lindas proporções de Christopher Wren fica em um terreno extenso, onde a exposição de flores de Chelsea é realizada anualmente. O antigo Duke of York's Barracks (construído em 1801) perto da King's Road agora faz parte da Duke of York Square, uma remodelação que inclui lojas e cafés e o local de um "mercado de fazendeiros" semanal. A Galeria Saatchi foi inaugurada no prédio principal em 2008. Chelsea Barracks, no final da Lower Sloane Street, também estava em uso até recentemente, principalmente por tropas cerimoniais da Divisão de Domicílios. Situado no lado Westminster da Chelsea Bridge Road, foi comprado para re-desenvolvimento por um grupo de propriedades do Catar.
A reputação moderna de Chelsea como um centro de inovação e influência originou-se em um período durante o século XIX, quando a área se tornou uma colônia de artistas vitorianos. Tornou-se mais uma vez proeminente como um dos centros da "Swinging London" da década de 1960, quando os preços das casas eram mais baixos do que no sóbrio Royal Borough of Kensington.

### Bairro dos artistas

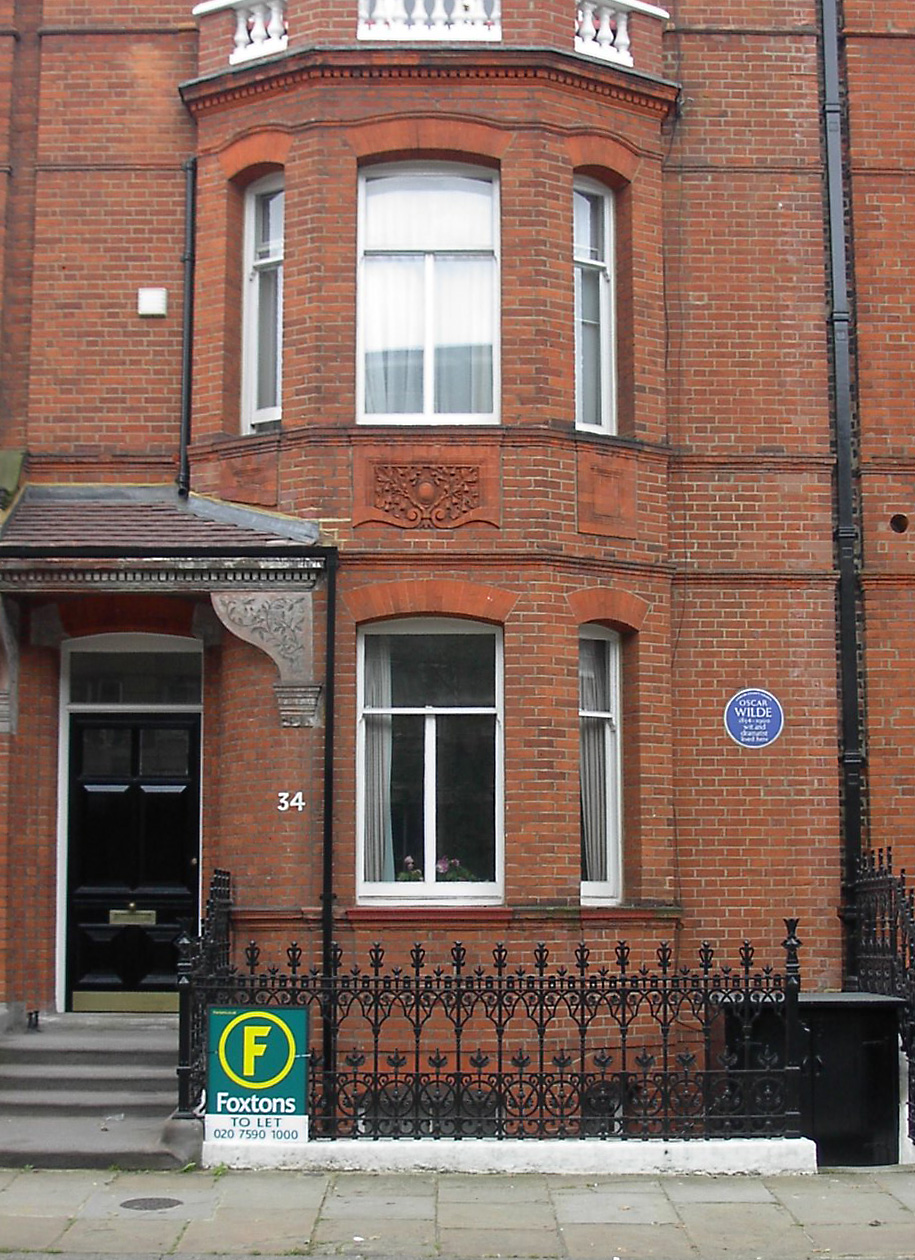
Casa de Oscar Wilde na Tite Street, Chelsea

Chelsea já teve a reputação de bairro boêmio de Londres, o reduto de artistas, radicais, pintores e poetas. Pouca coisa parece sobreviver agora - as praças confortáveis da King's Road são o lar de, entre outros, banqueiros de investimento e estrelas de cinema. O Chelsea Arts Club continua in situ; no entanto, o Chelsea College of Art and Design, fundado em 1895 como Chelsea School of Art, mudou-se de Manresa Road para Pimlico em 2005.
Sua reputação vem de um período do século XIX, quando se tornou uma espécie de colônia de artistas vitorianos: pintores como James Webb, Dante Gabriel Rossetti, William Turner, James McNeill Whistler, William Holman Hunt e John Singer Sargent viveram e trabalharam no bairro. Havia uma concentração particularmente grande de artistas na área ao redor de Cheyne Walk e Cheyne Row, onde o movimento pré-rafaelita tinha seu coração. A artista Prunella Clough nasceu em Chelsea em 1919.
O arquiteto John Samuel Phene viveu no No. 2 Upper Cheyne Row entre 1903 e sua morte em 1912. Ele instalou vários artefatos e objetos de arte ao redor da casa e jardins e era conhecido localmente como o "Castelo de Gingerbread". Foi demolido em 1924.
Chelsea também foi o lar de escritores como George Meredith, Algernon Charles Swinburne, Leigh Hunt e Thomas Carlyle. Jonathan Swift morava em Church Lane, Richard Steele e Tobias Smollett viviam em Monmouth House. Carlyle viveu por 47 anos no nº 5 (agora com 24) Cheyne Row. Após sua morte, a casa foi comprada e transformada em santuário e museu literário pelo Carlyle Memorial Trust, grupo formado por Leslie Stephen, pai de Virginia Woolf. Virginia Woolf ambientou seu romance de 1919 no Night and Day em Chelsea, onde a Sra. Hilbery tem uma casa Cheyne Walk.

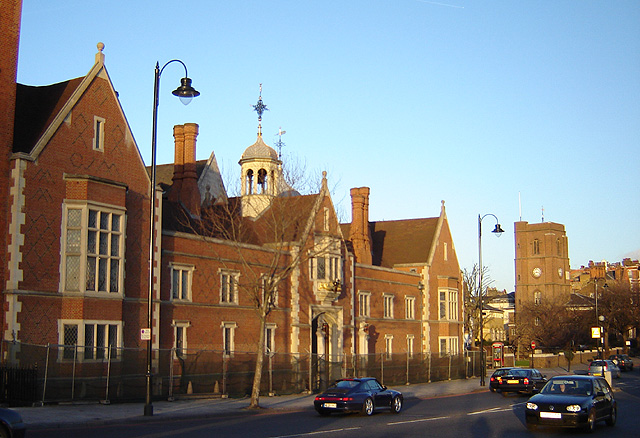
Crosby Hall em Cheyne Walk. Partes desse edifício remontam à época de Ricardo III, seu primeiro proprietário. Mas ele não é nativo de Chelsea — é um sobrevivente do Grande incêndio de Londres. Ele foi transportado tijolo por tijolo de Bishopsgate em 1910, depois de ter sido ameaçado de demolição. (janeiro de 2006)

Em um livro, Bohemia in London, de Arthur Ransome, que é um relato parcialmente fictício de seus primeiros anos em Londres, publicado em 1907 quando ele tinha 23 anos, há alguns relatos fascinantes e super romantizados de boêmios no bairro. A artista americana Pamela Colman Smith, o designer de Arthur Edward Waite do Tarot cartão de embalagem e um membro da Ordem Hermética da Golden Dawn, características como 'Gypsy' no capítulo 'Um Chelsea Evening'.
Uma parte central da vida artística e cultural de Chelsea era a Biblioteca Pública de Chelsea, originalmente situada em Manresa Road. Seu membro mais antigo da equipe foi Armitage Denton, que ingressou em 1896 com a idade de 22 anos, e lá permaneceu até sua aposentadoria em 1939; ele foi nomeado Bibliotecário Chefe em 1929. Em 1980, o prédio foi comprado pelo Chelsea College of Art and Design.
The Chelsea Collection é uma antologia inestimável de gravuras e fotos da antiga Chelsea. Iniciado em 1887 contém obras de artistas tão notáveis e diversos como Rossetti e Whistler. Durante seu tempo na Biblioteca, Armitage Denton construiu a Coleção assiduamente, de modo que na época de sua morte, em julho de 1949, ela contava com mais de 1.000 itens. No final do século XX, a Coleção somava mais de 5.000 obras e continua crescendo.
A Chelsea Society, formada em 1927, continua sendo uma sociedade de amenidade ativa preocupada em preservar e aconselhar sobre mudanças no ambiente construído de Chelsea. Chelsea Village e Chelsea Harbor são novos empreendimentos fora do próprio Chelsea.

### Swinging Chelsea
O Chelsea brilhou novamente, brilhante, mas brevemente, no período Swinging London dos anos 1960 e no início dos anos 1970. O Swinging Sixties foi definido na King's Road, que percorre toda a extensão da área. O extremo oeste de Chelsea apresentava as butiques Granny Takes a Trip e The Sweet Shop, a última das quais vendia cafetãs de veludo de seda medieval, tabardos e almofadas de chão, com muitos dos conhecedores da cultura da época sendo clientes, incluindo Twiggy e muitos outros.
A "garota de Chelsea" era o símbolo, escreveu John Crosby, do que "os homens achavam totalmente cativantes", com uma "filosofia de" 'a vida é fabulosa' ". Chelsea nesta época era o lar dos Beatles e dos membros dos The Rolling Stones (Brian Jones, Mick Jagger e Keith Richards). Na década de 1970, a área do Fim do Mundo de King's Road foi o lar da butique "SEX" de Malcolm McLaren e Vivienne Westwood, e viu o nascimento do movimento punk britânico.

### Incidentes
Em 27 de novembro de 1974, a unidade londrina do Exército Republicano Irlandês Provisório explodiu duas bombas na Tite  Street, ferindo 20 pessoas.

### História administrativa
A mansão (propriedade de terras) de Chelsea era servida pela Antiga Paróquia de Chelsea. Essas unidades paroquiais estavam normalmente em vigor no final do século XII com seus limites, baseados nos do feudo ou feudos constituintes, raramente ou nunca mudando.  A mansão e a freguesia faziam parte de Ossulstone Hundred do condado de Middlesex.
A área coberta pela freguesia tornou-se Metropolitan Borough of Chelsea em 1900, parte de um novo condado de Londres. Em 1965, a área se fundiu com o Metropolitan Borough of Kensington para formar o moderno London Borough of Kensington and Chelsea.

## Geografia
A paróquia e o bairro de Chelsea, que agora forma a parte sul do Royal Borough of Kensington e Chelsea, era delimitada por rios em três lados, com Fulham Road fazendo parte de sua fronteira norte com Kensington.
A fronteira oriental com Westminster foi formada pelo rio Westbourne, mas foi ajustada para seguir a Chelsea Bridge Road após o bueiro do rio.
A curta fronteira oeste com Fulham foi formada pelo antigo Counter's Creek, da qual a foz — Chelsea Creek — é a única parte sobrevivente, com a rota do rio agora usada pela West London Line. Stamford Bridge, sede do Chelsea, fica a oeste de Counter's Creek, em Fulham, e leva o nome de uma ponte que transportava a Fulham Road sobre o rio. A ponte também era conhecida como Little Chelsea Bridge.

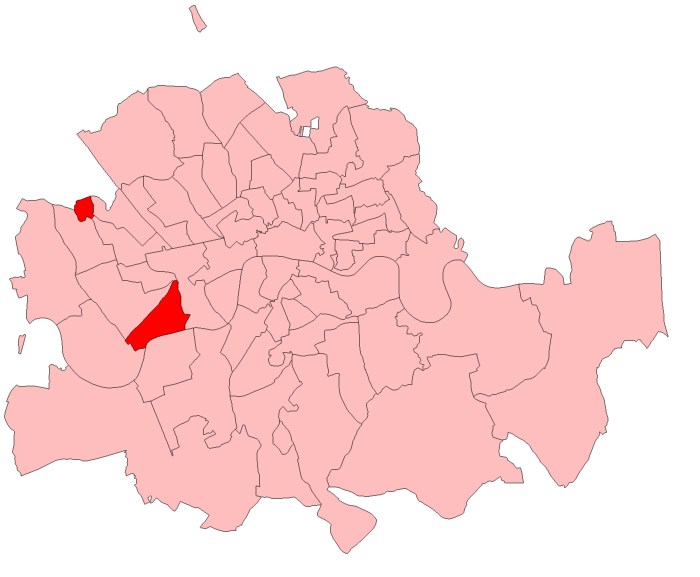
O distrito eleitoral parlamentar de Chelsea (1885) era coincidente com a antiga paróquia de Chelsea. O exclave norte de Kensal Town é mostrado.

As fachadas do sul do Rio Tâmisa vão para o oeste da Ponte de Chelsea ao longo do Embankment de Chelsea, passando pela Ponte Albert e pela Ponte Battersea até Chelsea Creek. Lots Road é um marco importante no lado de Chelsea da confluência de Chelsea Creek e o Tâmisa.
Chelsea também dá nome a locais próximos, como o Chelsea Harbour no bairro londrino de Hammersmith e Fulham e o Chelsea Barracks na cidade de Westminster. Chelsea inclui grande parte dos distritos postais SW3 e SW10 e uma pequena seção de SW1.
Esta antiga vila da moda foi absorvida por Londres durante o século XVIII. Muitas pessoas notáveis da Londres do século XVIII, como o escritor Andrew Millar, foi casado e enterrado no distrito.
King's Road é uma das principais vias do distrito, uma rua que, apesar de sua contínua reputação como uma meca das compras, agora é o lar de muitas das mesmas lojas encontradas em outras ruas principais britânicas, como Gap e McDonald's. Sloane Street e seus arredores estão rapidamente alcançando Bond Street como um dos principais destinos de compras de Londres, abrigando uma variedade de boutiques de moda ou joalheria de luxo, como Cartier SA, Tiffany & Co. Dolce & Gabbana, Prada, Gucci, Harrods, Christian Dior SE, Louis Vuitton, Jimmy Choo, Armani, Saint Laurent, Chanel, Valentino, Bulgari, Versace e Graff Diamonds.
Além de várias praças ajardinadas, Chelsea tem vários espaços abertos, incluindo Albert Bridge Gardens, Battersea Bridge Gardens, Chelsea Embankment Gardens, o Royal Hospital Chelsea (cujos terrenos são usados pelo Chelsea Flower Show anual ) e o Chelsea Physic Garden.

## Locais habitacionais

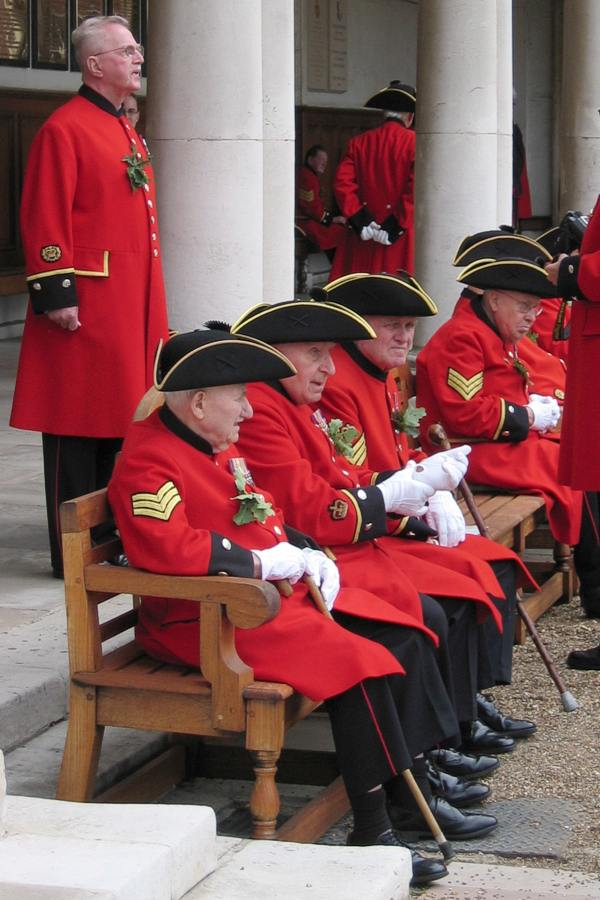
Chelsea Pensioners com casacos escarlates e chapéus tricorne no desfile do Dia do Fundador no Royal Hospital Chelsea

O mercado imobiliário de Chelsea atrai atenção (internacional) considerável e é um mercado muito complexo, pois consiste principalmente em arrendamentos de curta duração sob Earl Cadogan como freeholder. Grande parte de Chelsea agora é vista como uma "Área Residencial Ultra Prime Global".
Grande parte de Chelsea e da vizinha Knightsbridge ainda é propriedade de Earl Cadogan, por meio de Cadogan Estates. A maior parte da propriedade fica dentro e ao redor da Praça Cadogan. Isso tem uma grande influência nos mercados, pois o conde é o proprietário e geralmente não deseja vender; embora as mudanças na legislação agora signifiquem que o freeholder é obrigado a vender extensões de arrendamento a um arrendatário a preços que são determinados pelo tribunal de avaliação do arrendatário.
Lord Cadogan é geralmente considerado um promotor / proprietário de imóveis eficaz e bem-sucedido, sendo responsável, juntamente com sua equipe de gestão, por trazer todas as marcas de moda para a Sloane Street e também por desenvolvimentos com visão de futuro por conta própria na Duke of York Square em King's Road, na Peter Jones e na Sloane Street. The Cadogan Estate tem um portfólio considerável de propriedades de varejo em todo Chelsea, mas principalmente em Fulham Road, King's Road e Sloane Street, incluindo Peter Jones, Harvey Nichols e 12 hotéis, incluindo o Cadogan Hotel. A propriedade mantém muitas das praças ajardinadas, (para as quais os residentes locais podem obter acesso assinando por uma taxa anual — e opcionalmente as quadra de tênis quando aplicável).

## Esporte
No século XVIII, o Chelsea Cricket Club foi proeminente por um tempo e jogou suas partidas em casa no então Chelsea Common, uma área que praticamente desapareceu sob as obras de construção no século XIX. recordes sobreviveram de cinco partidas entre 1731 e 1789, que envolveram o clube do Chelsea e/ou foram disputadas no comum.
O Chelsea FC é localizado e manda os seus jogos no Stamford Bridge, no vizinho Fulham, adjacente à fronteira com o Chelsea. Como resultado da localização cara do Chelsea e de seus residentes ricos, o Chelsea FC tem os torcedores locais mais ricos da Inglaterra. O clube é propriedade do bilionário norte-americano Todd Boehly.

## Transporte

### Ônibus
Chelsea é servido por muitos serviços de ônibus da empresa Transport for London.

### Metrô e trem

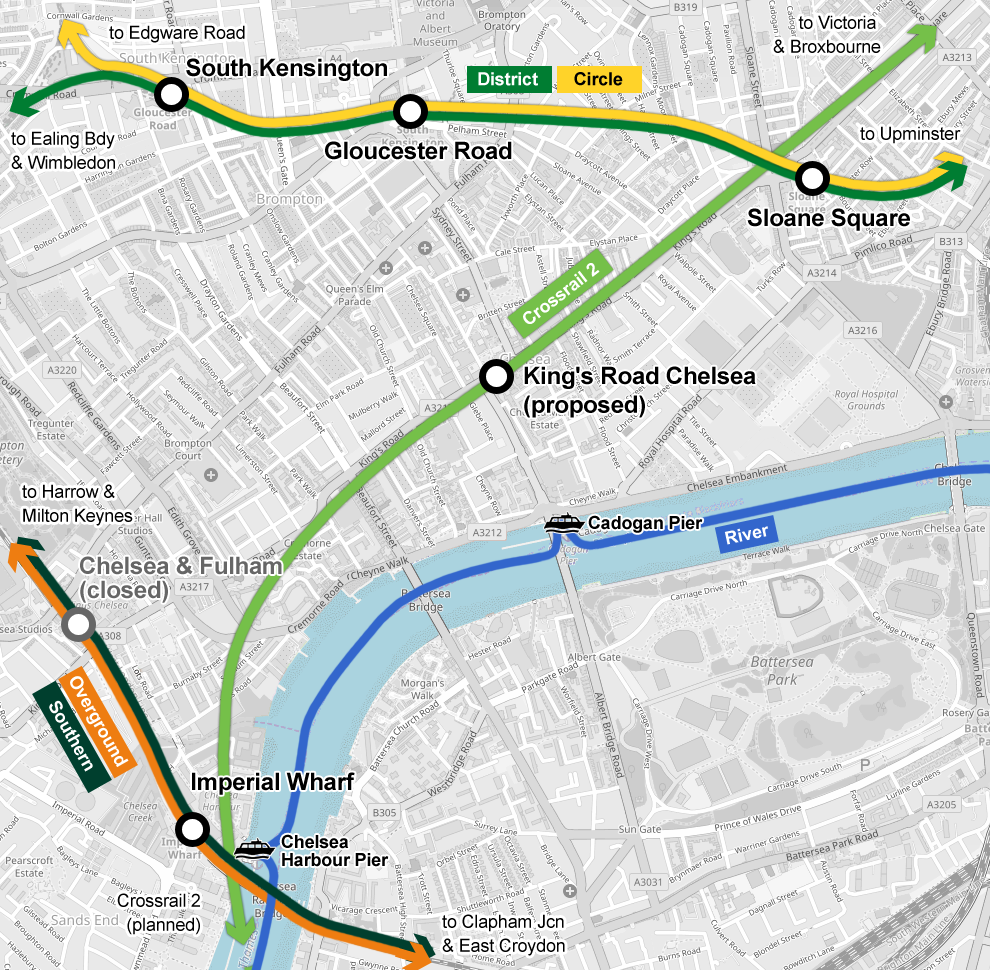
Mapa de trem e metrô de Chelsea

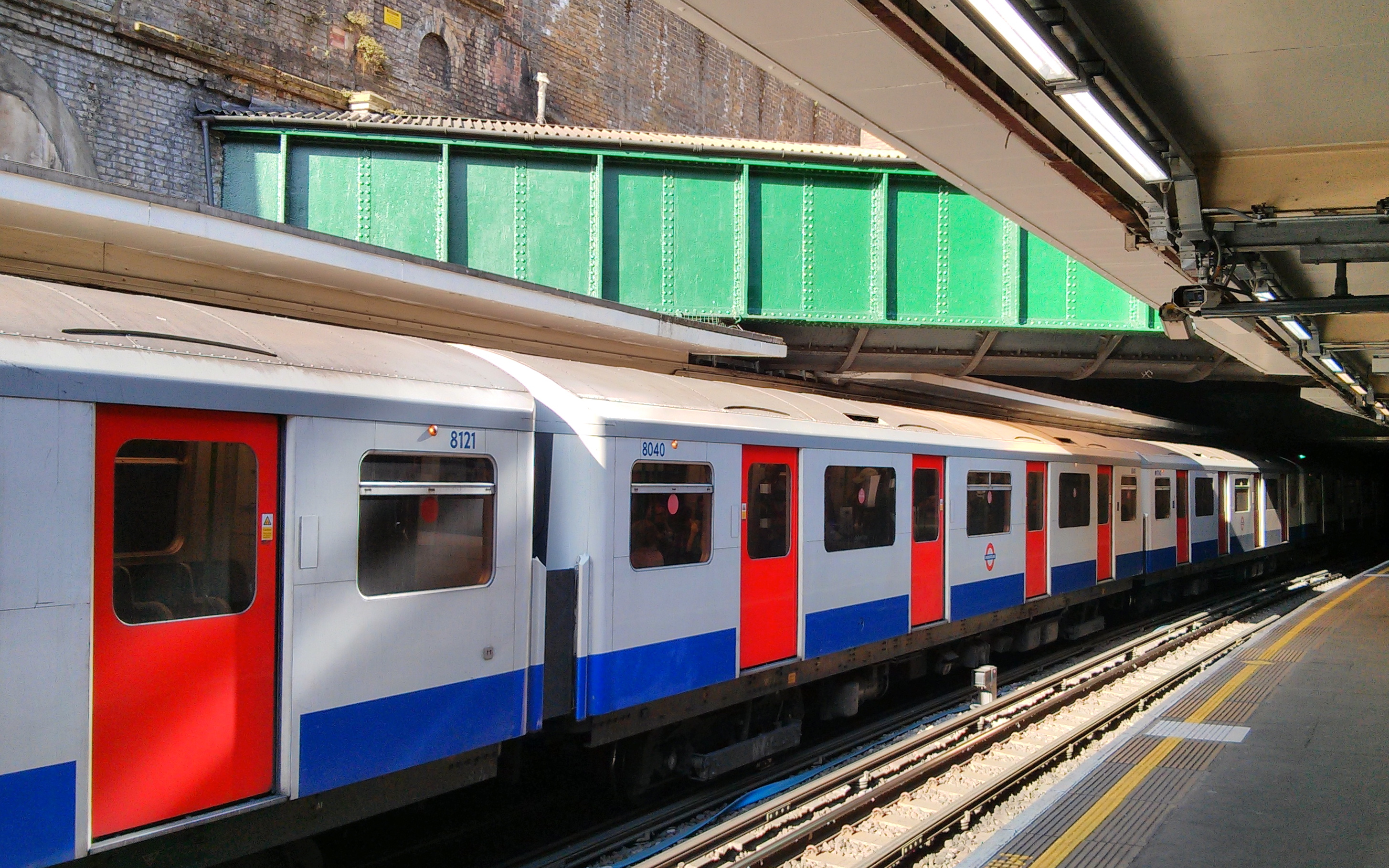
Estação de metrô Sloan Square, em Londres, com o aqueduto do Rio Westbourne

Chelsea não tem estação de metrô, mas há duas estações próximas aos seus limites: Sloane Square, a leste, e Gloucester Road, ao norte (ambas nas linhas District e Circle). Além disso, a oeste está a estação Imperial Wharf do metrô de Londres, na linha West London.
Uma estação de trem de Chelsea (mais tarde renomeada como Chelsea and Fulham) existia anteriormente nessa linha, localizada entre a King's Road e a Fulham Road, na vizinha Fulham, mas foi fechada em 1940 após danos causados por bombas na Segunda Guerra Mundial e posteriormente demolida.
Há uma proposta para a construção de uma estação de metrô em Chelsea na King's Road como parte do projeto Crossrail 2 (também conhecido como a linha Chelsea-Hackney). O projeto, administrado pela Transport for London, ainda não foi aprovado ou financiado, mas está em fase de consulta. De acordo com os planos publicados pela TfL em 2008, prevê-se que a estação seja localizada na área Dovehouse Green da King's Road. No final de 2020, o governo central arquivou os planos para o progresso do projeto Crossrail 2.